# 안성 여객기 추락 사고
안성 여객기 추락 사고는 세기항공에서 파이퍼 PA-28 체로키로 운항하던 서울-제천간 항공편이 1969년 8월 22일 안성에서 추락한 사고이다. 이 사고로 조창대 의원 등 6명이 사망했다.